# 青年日本号

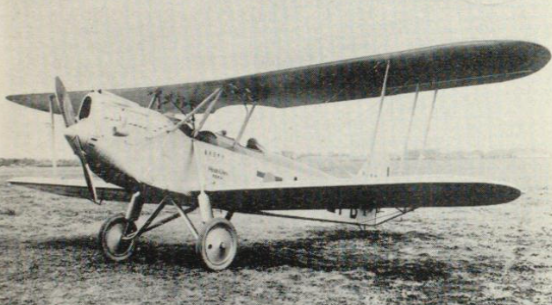
青年日本号

青年日本号（せいねんにほんごう）は、石川島飛行機製作所が設計および生産した練習機R-3を、さらに長距離飛行用に改造した、乗員2名の複葉プロペラ機。1931年（昭和6年）に法政大学航空研究会が日本学生航空連盟を代表して敢行した、日本初の学生訪欧飛行で採用された機体である。
青年日本号は地図と羅針盤だけに頼る有視界飛行で、東京～京城～満州～モスクワ～ベルリン～ブリュッセル～ロンドン～パリ～リヨン～マルセイユへと、中国大陸やユーラシア大陸などの各主要都市を経由しながら、1931年8月31日に最終目的地のローマに到着。発動機の故障や天候不良などによって2回の不時着に見舞われながらも、約3ヶ月の期間を要して、全航程13,671 kmにも及ぶ長距離飛行を完遂した。
なお機名は、法政大学の校歌（作詞：佐藤春夫、作曲：近衛秀麿）の一節である「青年日本の代表者」に由来する。

## 全航程
（法政大学航空研究会庶務部「羅馬訪欧飛行計画実施概要」に基づく）

### 第一航程
- 5月29日

東京10:37発→大阪14:37着（約450 km）
- 5月30日

大阪07:00発→蔚山12:40着（約690 km）
蔚山14:06発→京城17:15着（約310 km）
- 5月31日

京城05:43発→奉天11:27着（約600 km）
奉天12:24発→ハルビン17:50着（約550 km）
- 6月2日

ハルビン06:25発→チチハル09:25着（約350 km）
チチハル10:14発→満州里15:20着（約600 km）
- 6月3日

満州里09:20発→チタ13:17着（約400 km）
- 6月4日

チタ09:23発→イルクーツク16:32着（約740 km）

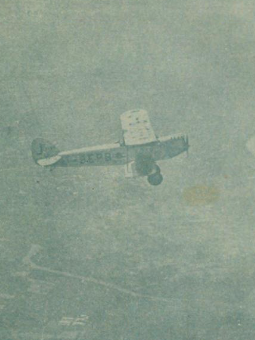
明石上空を飛行中
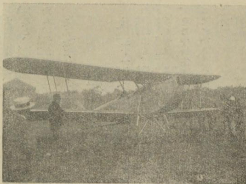
京城の汝矣島飛行場で離陸前の青年日本号

### 第二航程
- 6月19日

イルクーツク11:00発→ニシュネウジンスク15:09着（約460 km）
ニシュネウジンスク15:54発→クラスノヤルスク20:34着（約480 km）
- 6月20日

クラスノヤルスク10:58発→ノボシビルスク15:58着（約660 km）
- 6月22日

ノボシビルスク07:38発→オムスク13:53着（約620 km）
オムスク15:06発→クルガン19:34着（約520 km）
- 6月24日

クルガン10:00発→クラスノフイムスク15:12着（約520 km）
- 6月25日

クラスノフイムスク08:01発→カザン13:58着（約560 km）
- 6月26日

カザン09:28発→ゴロホヴェツ13:39着（約510 km）

### 第三航程
- 7月21日

モスクワ11:00発→デューナブルク（現・ダウガフピルス）17:51着（約800 km）
- 7月23日

デューナブルク09:34発→ケーニヒスベルク14:14着（約450 km）
- 7月25日

ケーニヒスベルク08:47発→ベルリン13:10着（約550 km）
- 7月30日

ベルリン10:06発→ブリュッセル16:49着（約790 km）
- 8月1日

ブリュッセル11:30発→ロンドン14:54着（約380 km）
- 8月10日

ロンドン11:33発→リム12:26着（約95 km）
リム13:16発→パリ15:54着（約286 km）
- 8月23日

パリ09:00発→ヴェルモントン10:45着（約175 km）
ヴェルモントン13:54発→リヨン15:53着（約185 km）
- 8月30日

リヨン12:22発→マルセイユ14:45着（約260 km）
- 8月31日

マルセイユ09:08発→ピサ13:19着（約380 km）
ピサ15:35発→ローマ17:57着（約300 km）

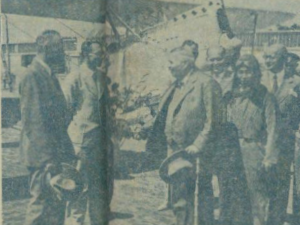
ドイツのベルリン・テンペルホーフ空港で歓迎を受ける。中央の老人はドイツ飛行倶楽部のケーレル会長。その背後には飛行服姿の熊川[4]。
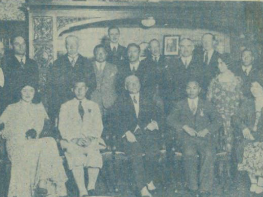
ベルギーのブリュッセルにある日本大使館の歓迎晩餐会で記念撮影[注釈 2]。前列中央が日白協会副会長のポン中将[5]、その両隣に栗村（向かって左）と熊川（右）、2列目中央は代理大使の芦田均[注釈 3][6]。
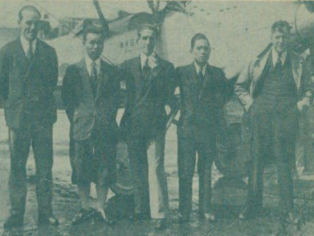
ロンドン南部にあるクロイドン空港にて。ここへは税関と入国検査を受ける目的で着陸。また石川島飛行機製作所の技術者でR-3 (航空機)の設計を手掛けた、吉原四郎とも対面を果たす。右から2人目が吉原、左から2人目が熊川[7]。
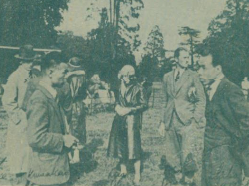
ロンドン郊外の飛行倶楽部で開催された歓迎会[7]の一コマ。前年まで王立航空協会会長を務めていたセンピル大佐（第19代センピル卿）から招待される。向かって左端が熊川、右端が朝日新聞特派員の千葉[8]。
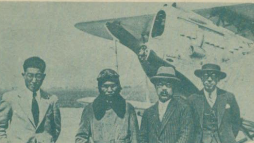
フランスのリヨン郊外にあるブロン飛行場で記念撮影。向かって左から栗村と熊川、駐リヨン領事の宗村、書記官の薮内[9]。離陸直後に発動機の故障に見舞われ、修理等で滞在日数を延長することになった[10]。
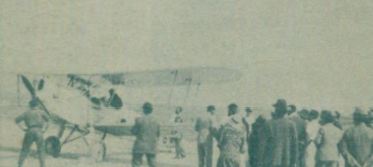
マルセイユのマリニャーヌ飛行場（現・マルセイユ・プロヴァンス空港）に着陸直後の様子。マルセイユの日本領事館員をはじめとする在留邦人の他、フランス側からは飛行場長や地元の学生など、大勢の歓迎を受けた[11]。

### 実施記録
- 飛行総距離：13,671 km
- 所要総日数：95日
- 飛行総日数：21日
- 飛行総時間：125時間15分
- 滞在日数：76日
- 着陸地総計：29箇所
- 不時着数：2回（ゴロホヴェツ＝発動機故障、ヴェルモントン＝天候不良）
- 出発飛行場への引き返し：2回（イルクーツク＝発動機故障、リヨン＝同）
- 事故による滞在地と滞在日数：イルクーツク＝15日、モスクワ＝25日、リヨン＝7日
- 予定外の着陸地：リム＝税関手続（50分滞在）、ピサ＝給油（2時間17分滞在）

## 学生訪欧飛行計画発表までの経緯

### 法政大学航空研究会の設立
青年日本号の誕生は学生訪欧飛行計画に起因するが、事実上それを主導したのが、日本で最初の学生航空団体として設立された、法政大学航空研究会である。

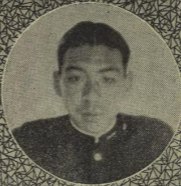
在学時の前田岩夫

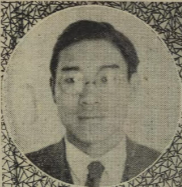
戦後の航空業界にも顕著な足跡を残した中野勝義

同研究会設立の発端となったのは、当時在学していた法文学部3年の前田岩夫と、同窓の中野勝義が意気投合し、学内で学生航空団体の発足を企画したことに始まる。前田は既に自家用飛行機と2等飛行士の免許を所持しており、それに刺激された中野が学友会委員の立場から、率先して航空研究会の設立に奔走。結果的に大学側の許可を得ることに成功し、日本初の学生航空団体を設立するに至った。
両者は卒業後、前田が日本航空輸送会社の定期航空操縦士に、また中野は東京朝日新聞社に入社し航空部で活躍。社会人になってからも、学生訪欧飛行計画の実現を影で支えた。特に中野は第二次世界大戦後も、敗戦で失職した航空関係者を救済する興民社の設立や、全日本空輸（ANA）の前身である日本ヘリコプター輸送株式会社（通称・日ペリ）の開業を実質的に主導し、草創期のANAでは幹部として活躍するなど、終戦から間もない日本の航空業界に顕著な足跡を残している。

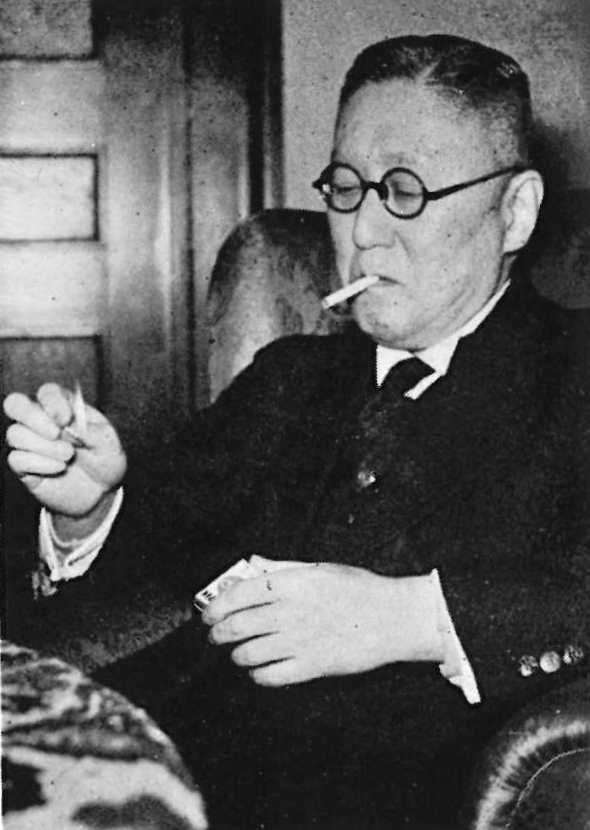
小説家で随筆家の内田百閒。夏目漱石の門下生の一人で知られ、大学ではドイツ語の教授を務めた。

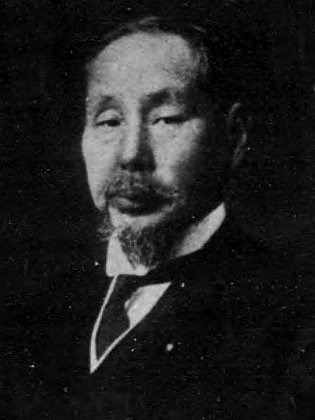
司法大臣や枢密顧問官など国の要職を歴任しながら、法政大学の学長を務めた松室致。同大学の航空研究会設立や学生訪欧飛行計画では、好意的な姿勢で後押しした。

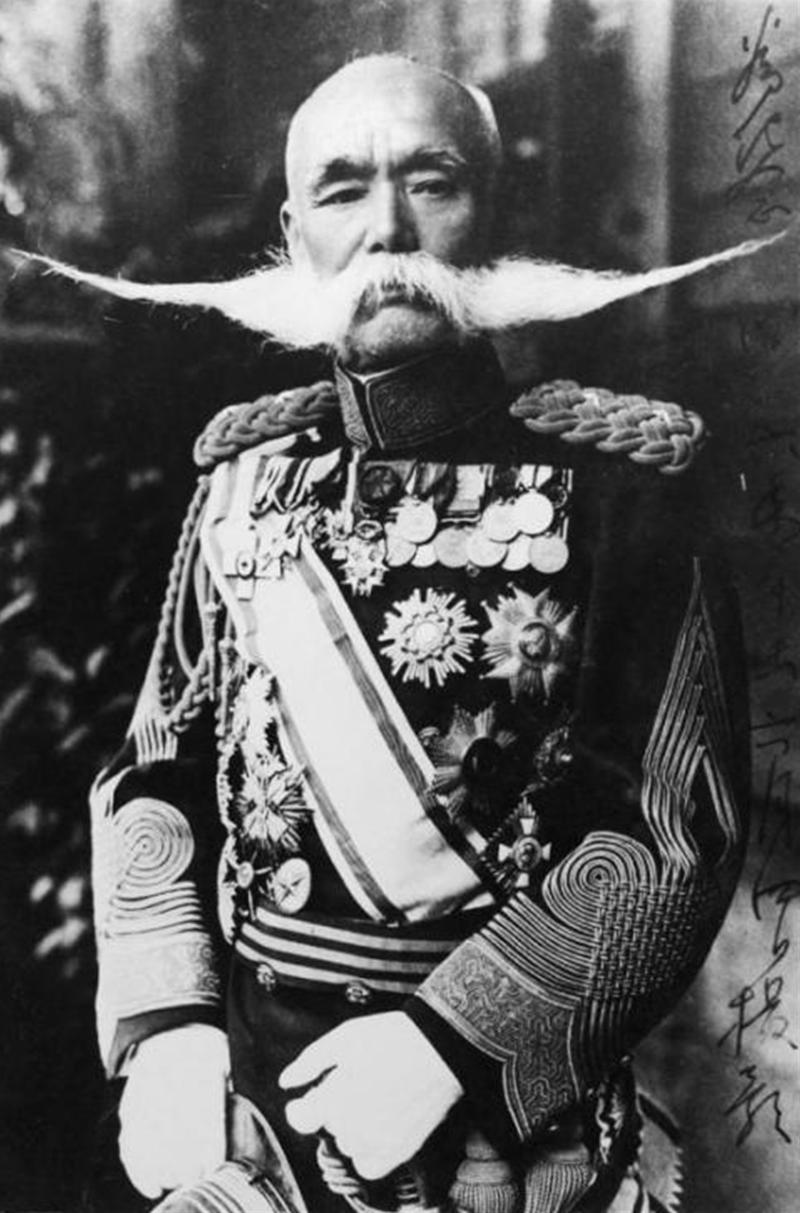
帝国飛行協会の飛行館長であった、長岡外史陸軍中将（当時既に予備役）。長大な口髭は「プロペラ髭」と呼ばれていた。

1929年（昭和4年）7月5日に大学の大講堂で発会式を開催。作家でドイツ語の教授であった内田百閒（本名は内田榮造󠄁）を、満場一致で会長に選出した。この発会式には日本軍の航空分野の草創期に多大な貢献を果たしたとされる、長岡外史陸軍中将（当時は帝国飛行協会が運営する飛行館の館長）が招かれ、航空思想の普及について講演を行った。
発足までの一連の流れについて、航空研究会の会長に就任した内田百閒（以降、百閒）は次のように述べている。
「当時は未だ飛行機のよく落ちた頃であって、一般には飛行機はあぶない物と相場がきまっていた。（略）しかし右の学生航空を唱道した学生委員は熱心であって、（略）まず我我学生が飛行機に乗って社会一般に航空思想を普及せしめる。これによって今日の幼稚な航空界を進歩せしめると云う様な気勢であった」
同時に、学生航空団体の設立を許可した大学側についても、高く評価している。
「学校の当局が先ずこの運動を認めて、学生による飛行機操縦の演練を許可することになった。学長は枢密顧問官の松室致氏であった。当時としては非常に英断であった」
さらに百閒自身が会長に就任したことについては、「学生委員の依頼を受けて学校では会長を選任しようとしたが、そんな物騒な会の会長を受ける先生はいなかった。（略）ことわった先生方達は異口同音に、君子は危うきに近よらずと云ふのであったが、その挙げ句にお鉢が私に廻り、危うきに近よる君子として私が会長を引き受ける事になった」「私は初めから特に飛行機に理解を持っていたと云ふわけでもなく、ただ無茶苦茶を好む性癖が手伝って、会長就任をすすめられた時の話のはずみに乗ったに過ぎない」
ところがそんな百閒も、やがて飛行機の魅力に取り憑かれていく。
「それが一年もたたない間にすっかり飛行機に夢中になってしまって、土曜日曜の練習には必ず立川の飛行場に出かけなければ気がすまぬ様になった」「飛行機を格納庫からだして、飛ぶ前にまづプロペラ－を回してみる。その音を聞くと、私は堪らない程壮快な気持になる」
百閒は会長就任から間もなく、航空研究会を軌道に乗せるべく、精力的な活動を開始する。
「昭和4年の秋の新学期から東奔西走して寧日もない。授業のない日も学校に詰め切って航空研究会の事務を処理し、又は学生委員を連れてどこかへその用事で出掛けた」

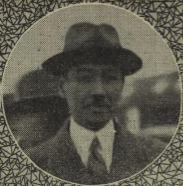
逓信省航空局の当時の技術課長、兒玉常雄陸軍大佐。後に大日本航空株式会社の総裁に就任。

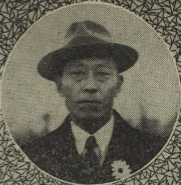
海軍中佐で航空官の今村脩

航空行政を管轄する逓信省航空局では、陸軍の航空兵大佐で技術課長の兒玉常雄（後に大日本航空株式会社総裁）や、海軍中佐で航空官の今村脩と面会。練習用の飛行機を2機整備してその払下げに応じることや、機体をカレッジカラーに塗装して翼に学校名を入れること、あるいは練習で使用する飛行場の用意や、新聞社の航空部に後援させることなど、具体的に話が進められていった。
百閒はこの時から約3年にわたり、逓信省航空局の兒玉や今村のもとへ「何十回行ったか何百回行ったか解らないほど」繰り返し訪れ、粘り強く交渉を続けた。特に練習機が整備され払下げになる前後の時期、そして学生訪欧飛行の準備期間においては、ほぼ毎日訪れていたようである。
その航空局の兒玉と今村について、百閒は次のように感謝の念を述べている。「このお二人には後後まで非常なお世話になった。歳月の経った今から顧て、我が国の学生飛行の育ての親であったと云う事をつくづく思う」
実際に航空局の支援によって、その年の12月中旬までには早くもニューポール1型練習機が、翌年1月にもアブロ504K型機が払下げとなり、航空研究会の所属となっている。前機は「かはせみ号」、後機には「ひよどり号」と命名された。
また飛行練習をはじめとした後援については、逓信省航空局が最終的に朝日新聞社へ要請し、これを朝日が快諾。飛行練習時には立川飛行場内にある朝日新聞社の格納庫を使用することになった。
百閒は陸軍省や海軍省へも積極的に足を運び、軍関係の要人たちとも関係を築いていく。例えば陸軍省では軍務局長の杉山元少将（後に元帥大将、陸軍大臣）に、また海軍省でも航空本部長の安東昌喬中将や、海軍航空技術廠長の前原謙治少将（後に川西航空機の副社長）から、数々の激励や支援の約束を取り付けた。杉山少将などは特に熱心で、翌年2月に開催された法政大学航空研究会の練習機披露式のために、わざわざ立川飛行場まで駆けつけている。
その後も百閒は航空局から指示や指導を受けながら、学生が練習で使用する立川飛行場や、練習機の製造および整備でお世話になる石川島飛行機製作所の工場、あるいは航空輸送会社の支所など、各関係方面へ繰り返し足を運んだ。
1930年（昭和5年）2月1日、練習機「かはせみ号」と「ひよどり号」両機の披露会を、立川飛行場内にある東京朝日新聞社の格納庫で挙行。当日は大学関係者の他、逓信省をはじめ陸軍省や海軍航空本部あるいは文部省といった関係官庁の幹部が招かれ、盛大に開催された。
この時の披露飛行では、「ひよどり号」に学生の前田岩夫2等飛行士が、「かはせみ号」には御国飛行学校教官の熊川良太郎1等飛行士（後に法政大学の嘱託教官）が、それぞれ操縦を担当した。なお熊川は、後に訪欧飛行でも付添教官として活躍することになる。

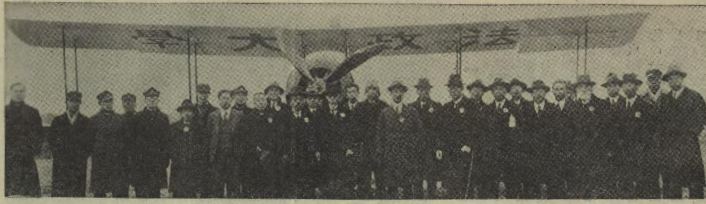
練習機の披露会で記念撮影。「ひよどり号」（アブロ504K型）と思われる背後の機体の主翼には、漢字で「法政大學」とペイントされている。

さらに2月14日には母校訪問飛行も敢行する。かはせみ号とひよどり号の両機以外にも、東京朝日新聞社のサルムソン機や日本飛行学校のアブロ機、日本航空輸送会社のフォッカー旅客機も参加。合計5機で法政大学の所在地である千代田区へ向け、12時10分に立川飛行場を離陸した。大学の上空へ到達すると、「かはせみ号」と「ひよどり号」の両機は高度約150メートルまで降下し、地上にいる大勢の学生たちの声援に応えた。さらに早稲田大学と慶應大学のキャンパスへも上空から訪問し、両校から熱烈な歓迎を受ける。13時16分、立川飛行場へ帰来。
同年3月になると、本格的に学生の飛行操縦練習を開始。この飛行練習に参加する学生の選定には、単に体力や技術的な能力だけでなく、大学での学科の成績や毎日の出席率なども勘案することで、比較的厳しい基準を課した。これは学生飛行という危険をともなった団体の責任者である、百閒の覚悟の表れとも言える。
「私は飛行場の練習で学生の上に万一の事故があった場合は自分の責任上すぐに学校をやめると云う決心をした」
「相手は一番あぶない物とされている飛行機である。一つ間違へば取り返しのつかぬ事になると云う事を私がだれよりも痛切に考へている。（略）学校のおきてを守らない様な学生を飛行場に連れて行く事は出来ない。スポーツであるけれども規律は出来るだけ厳重にする」
このような姿勢は、その後の訪欧飛行計画における学生操縦士の選考や、訓練の在り方にも引き継がれていく。

### 日本学生航空連盟の創立

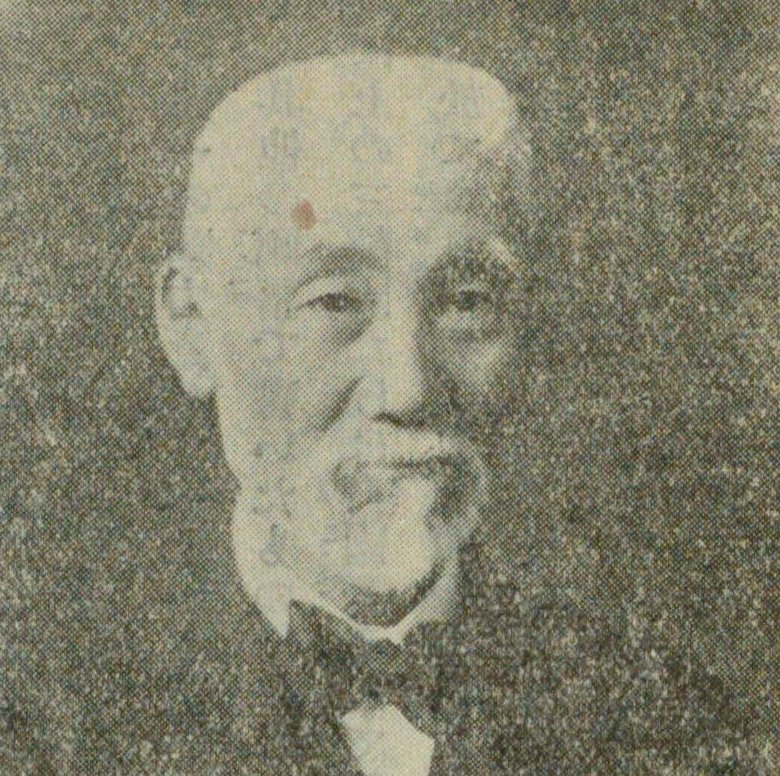
日本学生航空連盟の名誉会長に就任した、東京帝国大学名誉教授の田中舘愛橘。学生訪欧飛行ではパリへ駆けつけ、歓迎会で祝辞を述べている。

1929年（昭和4年）に法政大学航空研究会が設立されたのを皮切りに、その翌年から関東では早稲田大学や慶應大学等で、また関西でも京都帝国大学や関西学院などのように、全国各地の大学や専門学校等で次々と学生航空団体が設立された。
逓信省航空局では全国的に乱立し始めた学生航空団体の「健全なる発達」のため、「統制ある誘掖指導」を画した。そこで朝日新聞社に後援させる形で、大学や専門学校の航空研究会に対する統制団体、日本学生航空連盟の結成に至る。
1930年（昭和5年）4月29日、その発会式が東京朝日新聞社内にて挙行された。名誉会長は東京帝国大学名誉教授で学士院会員の田中舘愛橘、会長には海防義会理事の松永武吉が就任している。

## 学生訪欧飛行計画の発表と経過

### 計画の発表
1930年（昭和5年）10月23日、法政大学航空研究会は日本学生航空連盟を代表し、東京朝日新聞社後援による、訪欧飛行計画を全国に発表した。学内には学生訪欧飛行後援会が結成された。
当計画では学生操縦士の付添者として、御国飛行学校の元教官で、既に法政大学航空研究会の教官を務めていた、熊川良太郎1等飛行士が任命された。この時の気持ちについて、熊川は後にこう述べている。
「これは私としては無上の光栄ではありましたが、（略）私のやうな者にこの大責任を立派に果たすことが出来るかどうかと、非常に心配したのであります。けれど、（略）如何なる困難も必ず突破して成功出来るものであると確信していましたので、斃れて後止むといふ覚悟を以って、喜んでこの重い任務をお引き受けしたのであります」
またこの訪欧飛行の目的を次のように述べている。
「日本青年の意気と熱を全世界に宣揚し、（略）国際間の親密と交渉を緊密にして、世界文化へ貢献する平和的使命」「国民に自信を與え、同胞の奮起を促し、又飛行機が如何に安全確実であるかを理解してもらひたい、燃ゆるやうな愛国心」
訪欧計画を最初に提案した内田百閒は、少なくとも1930年（昭和5年）の夏ごろには、このアイデアを練っていたようだ。それは次の記述からうかがえる。
「学生の操縦する飛行機を、夏休みに伯林まで飛ばさうかと思ひついたのが始まりで、そんなら序に倫敦巴里まで、それでは一その事羅馬までと云う事になった。（略）昭和五年の夏初めからその話が起こって、翌年の五月二十九日、（略）学生機「青年日本号」は羅馬に向かった」
※伯林＝ベルリン、倫敦＝ロンドン、巴里＝パリ、羅馬＝ローマ

### 機種の選定

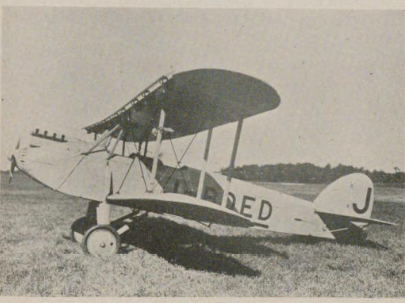
石川島飛行機製作所のR三型練習機

1930年（昭和5年）12月末日、訪欧飛行で使用する機体として、石川島飛行機製作所製のR三型練習機（以下R-3）が選定される。なお具体的な提供ルートについては、航空研究会の会長である内田百閒が海防義会を通じて、石川島飛行機製作所へ発注。いったん海防義会が所有し、日本学生航空連盟へ貸与という形をとった。
1931年（昭和6年）3月4日からR-3の発動機について、実地取扱研究が始まる。
3月19日、改造したR-3が完成。翌日の20日、石川島飛行機製作所の飛行士による、10分程度の試験飛行を実施した。
4月11日早朝、立川飛行場で逓信省航空官の立ち会いのもと、R-3の10時間耐空飛行を開始。17時50分に飛行終了する。
4月30日、R-3は発動機を含めた各種の性能試験をクリアし、石川島飛行機製作所から海防義会を経て、日本学生航空連盟へ引き渡された。なお海防義会からの引き渡し式は、石川島飛行機製作所の立川工場内で挙行された。
しかし引き渡された後も、R-3には幾つかの不具合が発見されたことから、再度の検査や改造そして試験飛行を繰り返すことになった。そのため最終的なテスト合格は、訪欧飛行へ出発するわずか4日前、5月25日のことであった。
このような機体トラブルの事情に加え、提供ルートが海防義会を経由するなど迂遠になったこともあり、当初の訪欧飛行計画では5月初旬の出発を予定していたものが、5月末の延期となった。

### 青年日本号の諸元性能
青年日本号は既製の石川島R-3型をベースとしているが、長距離飛行に耐えられる機体へ改造したことで、幾つか異なる点もある。

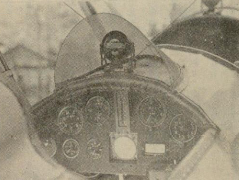
青年日本号の後部コックピットに設置された計器類

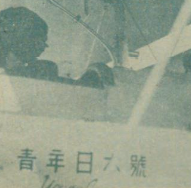
青年日本号の機体側面1　漢字で「青年日本號」とペイントされている

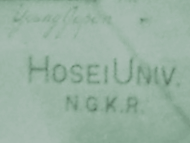
青年日本号の機体側面2　さらに下方にはローマ字の筆記体で「YoungJapan」、ゴシック体で「HOSEI UNIV」、そして日本学生航空連盟の頭文字を意味する「N.G.K.R.」が判別できる。

例えば上下両翼には4つのガソリンタンク、そして発動機両側にも2つの滑油タンクを増設。さらに各タンクのコックを1箇所に集中させ、取り扱いの操作性を高めた。また計器盤にも長距離飛行に必要な複数の計器類を設置した他、前後座席内の後部にはそれぞれ荷物格納スペース、座席本体にも疲労を軽減するために特殊なスプリングを取り入れるなど、細かい部分にまで改良が加えられた。
学生訪欧飛行の付添教官であった熊川良太郎1等飛行士は、手記の中で次のように述べている。
「石川島R三型軽飛行機は元来練習機として設計製作されたものであるから、長距離用として使用するのは無理なのであります。それを訪欧飛行に使用するためには種々改造しなければなりません」
「石川島の製作責任者も、この機を長距離用機として十分役立つように改造するためには、人知れぬ苦心と研究とを重ねたことであります」
改良の結果、青年日本号の完成後試験において、以下の諸元性能が確認された。※カッコ内はR-3本来の諸元性能
- 全長：7.6 m
- 全幅：9.8 m
- 全高：2.9 m
- 主翼面積：24.5 m2
- 機体自重：510 kg（455 kg）
- 全備重量：930 kg（680 kg）
- 発動機：石川島飛行機製作所がライセンス生産した英国シラス・ハーメスMk.II
- 正規馬力：105HP
- 最大馬力：115HP
- 最大速度：160 km/h（170 km/h）
- 巡航速度：120 km/h（140 km/h）
- 着陸速度：65 km/h
- 実用上昇限度：2,650 m（6,000 m）
- 航続距離：1,200 km（420 km）
- 航続時間：10.5時間
- 乗員：2名
- 機体登録記号：J-BEPB

ただし実際の飛行では、この諸元性能が必ずしも素直に反映されたわけではない。それは天候や燃料などその時々の状況が影響したことに加え、長距離用に改造した機体が重量化されたことや、そもそも発動機の能力が脆弱だったことも、大きな要因に挙げられる。この点については、教官の熊川も認めている。
「実際は、天候、其他種々の関係で、この表通りの性能を確実に現すわけには行きません。例へば航続時間は十時間三十分となっていますが、実際使用して見ると平均九時間三〇分でありました。これは全備重量九百三〇キロという重さが百五〇馬力の発動機では荷が勝ち過ぎたためです」
「発動機『シラス・ハーメス』は、日本ではその性能の成績がわかっていない上に、取扱法も十分に研究されていませんでした。そのため航空局の検査は厳密を極めて、（略）苦心も一通りではなかったやうであります」
「発動機はあらゆる点について研究もし改造もしたのですが、飛行中三度まで大故障を生じてしまひました。（略）発動機は元来英国製の物であり、それに私が取扱上不慣れだっただめに、三度まで大故障を起こしたのかもしれません」
その一方で、R-3の機体そのものについては、高く評価している。
「機体は途中幾多の危険を冒し無理な飛行をしながらも、最後まで少しの故障も生じなかったのは非常な好成績でありました」
「純国産の機体がこのように優秀な成績を挙げることの出来たのは、石川島製作所の誇りであると共に、日本航空界の名誉であると信じます」
機体については、法政大学航空研究会の会長であった内田百閒も、後年になって同様のことを述べている。
「石川島で造った機体の方は、（略）非常に優秀な物であったと見えて、発動機の故障による二度の不時着にも、機体には何の狂ひも起こらなかったのみならず、五年後の今日でも、羽田の飛行場では学生達がその飛行機に乗って練習している」

### 正操縦士の選定と育成
機種の選定や整備以上に困難を極めたのが、正操縦士の選定と育成である。当時、航空研究会には6名の操縦部員が在籍していたが、その中から学業や技術そして素行に優れた学生を1名選定することになった。
しかしこの内4名はまだ単独飛行の経験がなく、まず実地教育をゼロからスタートするような状態であった。また飛行訓練の拠点となった立川飛行場では、当初は土日だけの使用許可しか下りなかった。
さらに航空研究会の会長である内田百閒を含めて、大学当局側が学業重視の姿勢であったこともあり、学生はなかなか思うように飛行訓練の時間が取れなかったようである。
そのような状況下の3月18日、航空研究会は訪欧飛行の正操縦士として、法政大学経済学部1年生の栗村盛孝を選出した。
3月19日、東京朝日新聞の朝刊は、法政大学の航空研究会が日本学生航空連盟を代表して行う欧州飛行の正操縦士に、同大学経済学部第一学年に在学中の栗村盛孝が選定されたと発表。
とはいえ、栗村はアブロ504K型練習機による単独操縦の経験はあるものの、この時点で国外飛行に必要な2等飛行士の免許を取得していなかった。免許取得の条件を満たすためには、少なくとも50時間以上の飛行訓練を受けなければならない。出発まで約2ヶ月しか残っておらず、発表の翌日には早速、飛行訓練を開始する。
これと並行して教官の熊川は、立川飛行場を毎日使用できるように陸軍省へ要請し、特別に認められた。さらに立川飛行場から約200 mほどの距離にある熊川の自宅に、法政大学航空研究会の立川支所を併設し、そこで合宿生活を始めることになった。これは航空研究会の会長である百閒からの厳命による。
出発までのタイトなスケジュールによって、学生も教官も多忙を極めた。特に熊川は朝5時に起床すると飛行場へ直行。午前中は学生の飛行訓練を指導し、いったん昼食で自宅へ戻り、午後には飛行機や発動機の取り扱い練習、あるいは打ち合わせや相談。夕食を済ませた後も、深夜0時過ぎまで地図や飛行上の研究を続け、1日2食で睡眠時間は約4時間というハードな日常生活を繰り返した。
学生の栗村は当時の様子を、次のように述べている。
「（略）飛行機の入れてある朝日新聞社の格納庫までは十四五町もあり、朝早く練習するため、薄暗い中に起きて格納庫までの吹き晒しを歩いて行く事はかなりつらい事であった。それでも毎朝起こされる事もなく練習に励む事が出来たのは、矢張り訪欧飛行と云う大きな仕事が目の前にあったからであらう」※一町＝約109 m
4月19日からR-3の代用機で操縦練習を開始。
4月24日、栃木県大田原までの単独往復試験を終了。
4月30日に逓信省航空局より2等飛行士の免状が下附される。
5月7日、枢密顧問官で法政大学の前学長であった、松室致の眠る青山墓地の上空から、展墓飛行を実施。
5月12日には日本学生航空連盟の主催、朝日新聞の後援で、日比谷公園の新音楽堂にて訪欧飛行出発式を開催。ここでは大学関係者をはじめ、逓信省の航空局長や日本学生航空連盟の名誉会長、あるいは朝日新聞の幹部、訪欧飛行計画の経由国であるロシア（当時はソ連）やドイツ、そして目的地イタリアの大使館員など、数々の来賓が参加した。
5月14日、訪欧飛行の成功を祈願するため、三重県の伊勢神宮へ参拝飛行を実施。午前7時に立川飛行場を離陸し、9時27分に明野陸軍飛行場に着陸。そこから自動車で伊勢神宮へ向かい、外宮そして内宮での参拝を済ませた。この参拝飛行では航空局の指示により、座席のスプリング強度試験も兼ねた。
5月28日午前10時8分、翌日から始まる訪欧飛行の出発点、羽田の東京飛行場（現・東京国際空港）へ向けて、立川飛行場を離陸。この時には地元の小学校生徒たちが集まり、日の丸の小旗を振って見送った。また途中、千代田区にある法政大学の上空を旋回し、出発の挨拶を告げる。10時55分、この年に完成したばかりの東京飛行場に着陸。

## 出発当日の様子

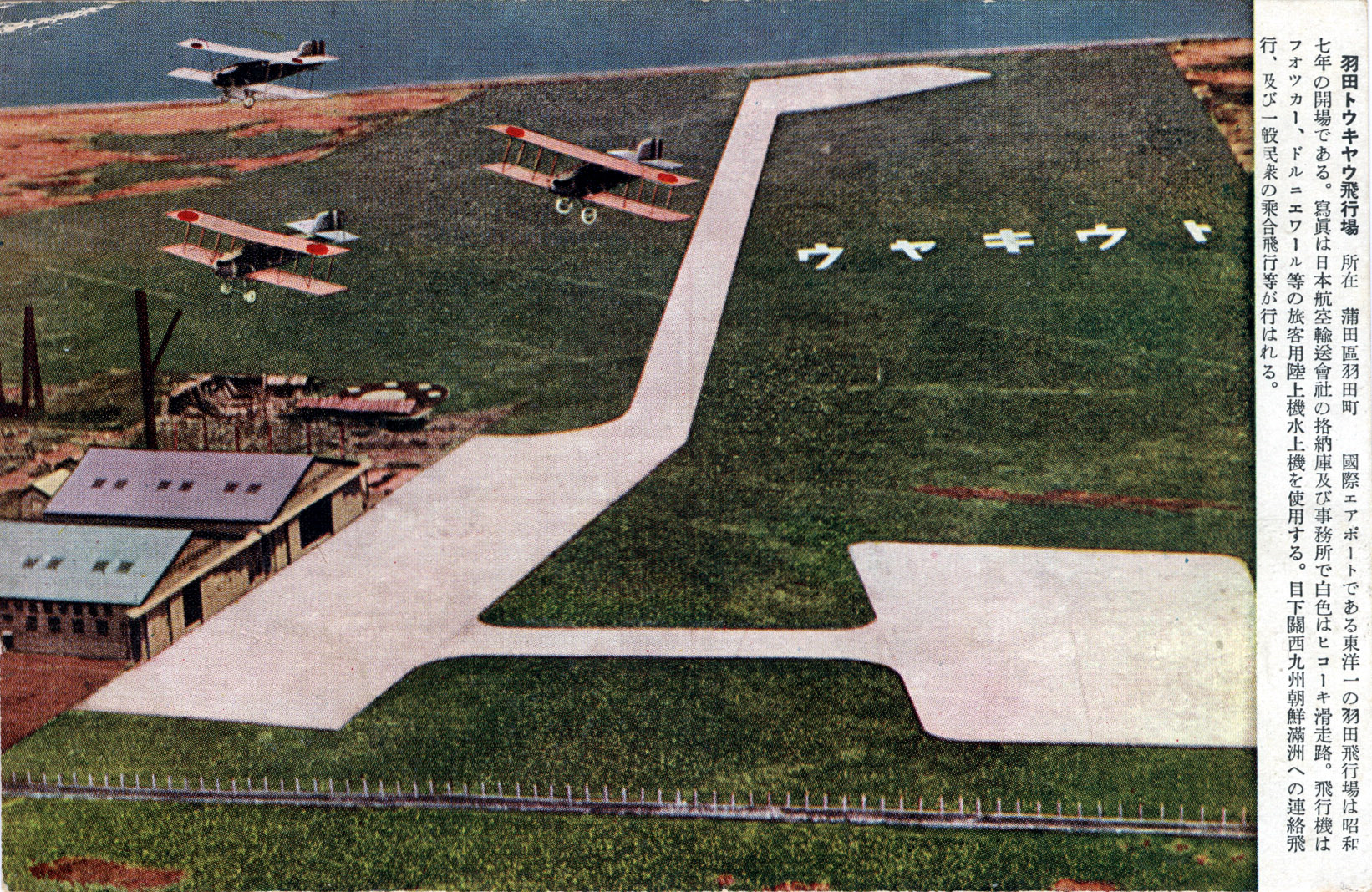
1930年頃の羽田の東京飛行場（現・東京国際空港）。エプロンと滑走路は完成しているが、格納庫等の一部はまだ未完成である。 右奥に「トウキヤウ」の文字。

5月29日の早朝6時、栗村と熊川の両名は法政大学自動車研究会の用意した車両に乗り、宿泊した九段坂上の旅館から羽田の東京飛行場へ到着。8時までには青年日本号への荷物積み込みや機体などの点検を完了し、格納庫から出庫した。既に出発式の会場には、日の丸の小旗を降る大勢の観衆が集まっている。上空にも陸海軍の飛行編隊をはじめ、東京朝日新聞や東京日日新聞（現・毎日新聞）の社機、空輸会社機や民間飛行学校機など、約30機もの航空機が見送りのために飛び交っていた。

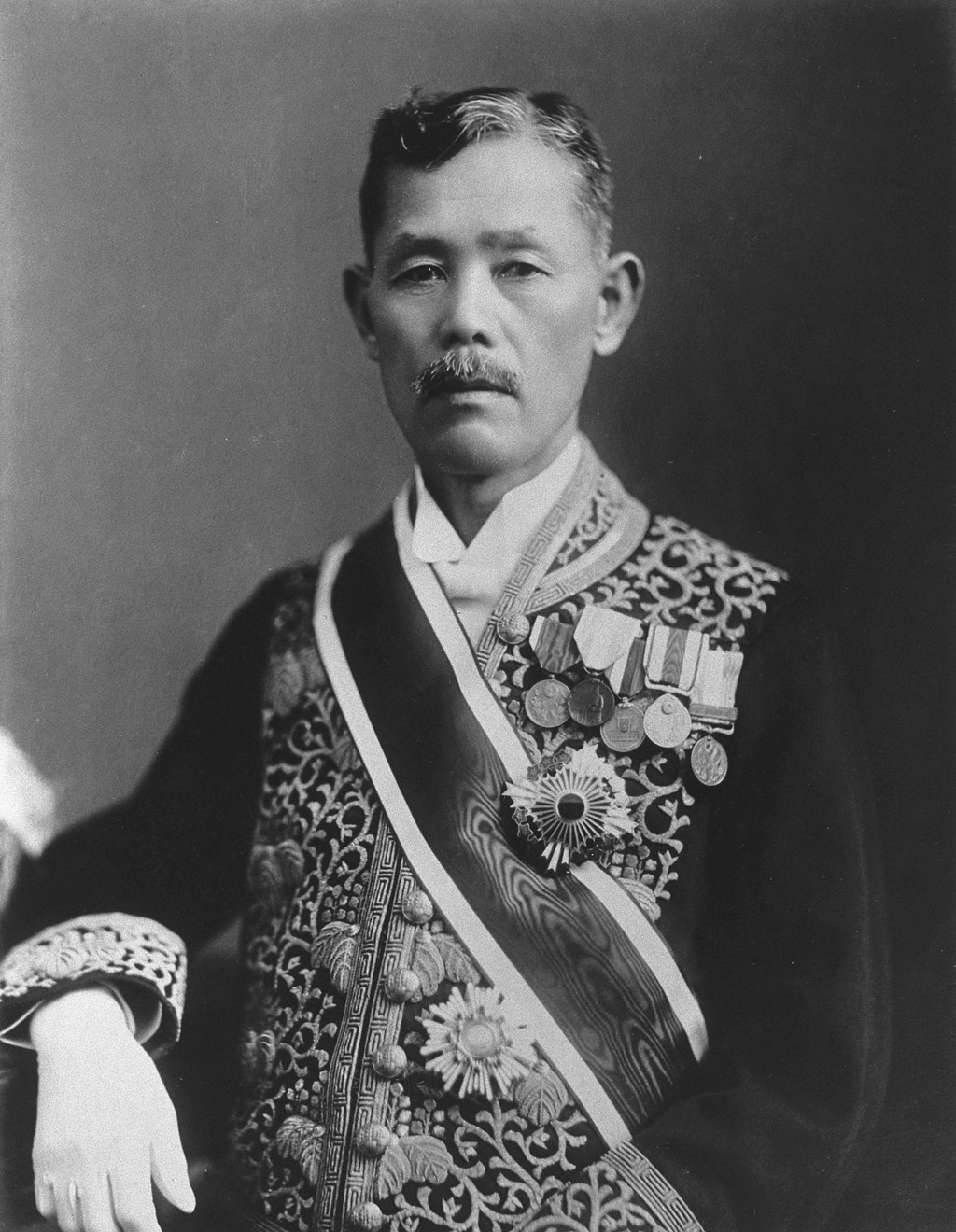
出発式の来賓として招かれた、若槻礼次郎首相。

9時30分、君が代の演奏とともに出発式が始まる。式場には首相の若槻礼次郎を筆頭に、陸海軍の航空本部長や逓信省航空局の幹部、海防義会や帝国飛行協会といった各種の関連団体、あるいは東京朝日新聞社や石川島飛行機製作所の代表、そして法政大学の学長や後援会委員長など、各界から数多くの名士来賓が参列した。来賓の祝辞や告辞に対し、栗村と熊川の答辞や出発礼が済むと、校歌の演奏に続いて、長岡外史陸軍中将（帝国飛行協会会長）の万歳三唱。この日のために作詞作曲された『離陸の歌』（作詞佐藤春夫、作曲江口夜詩）の合唱を背にして、青年日本号は離陸態勢に入る。さらに航空研究会会長の内田百閒が白旗で合図を送ると、無事に離陸を果たした。時刻は10時37分。

なおこの出発式の様子については、東京中央放送局（現・NHK）によって全国へ実況中継された。実況を担当したのは、5年後のベルリンオリンピックの実況で一躍有名になった、河西三省アナウンサーである。

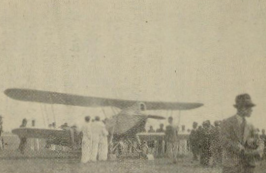
離陸を待つ青年日本号
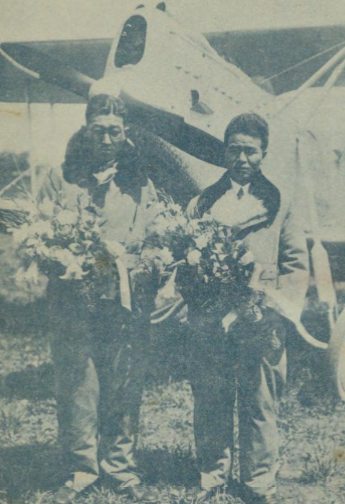
花束贈呈後に青年日本号の前で記念撮影に応じる、栗村（左）と熊川（右）
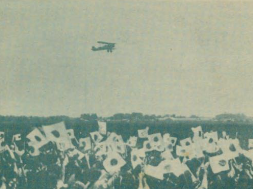
日の丸の小旗を振る大勢の観衆に見送られながら、離陸して行く青年日本号
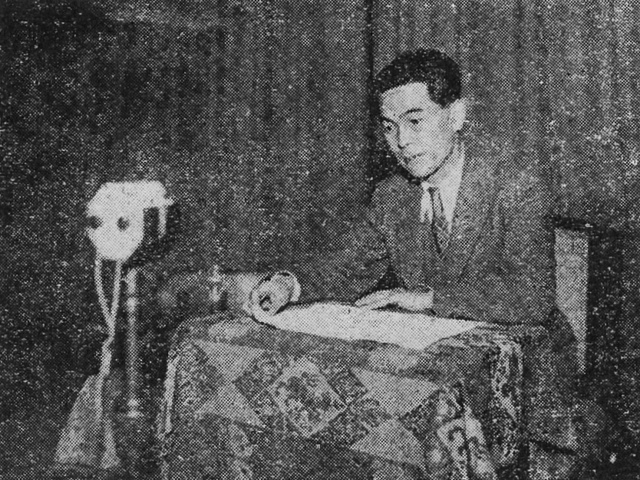
出発式の実況中継を担当した、東京中央放送局（現・NHK）の河西三省アナウンサー

## ローマ着陸時の様子と滞在時の経過

### リットリオ飛行場での歓迎

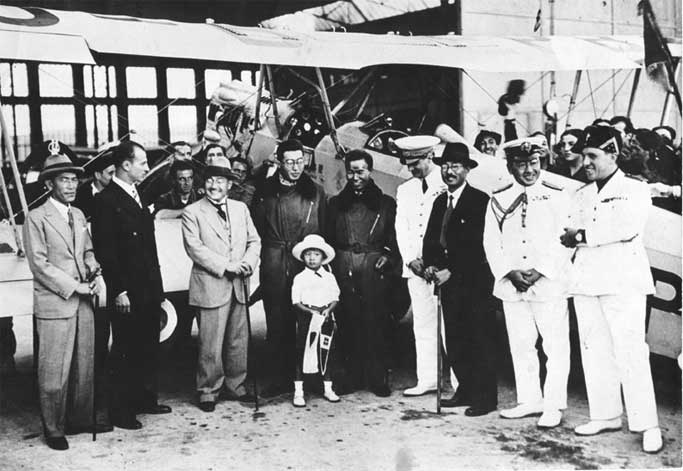
1931年（昭和6年）に日本初の学生訪欧飛行に成功した青年日本号。目的地ローマのリットリオ飛行場（現・ウルベ空港）では盛大な歓迎を受けた。写真中央の飛行服は、栗村と熊川。左から三人目は、戦後に首相となる駐イタリア日本大使の吉田茂。

青年日本号がローマの上空へ出ると、幾つもの歓迎機が現れた。輝く夕日の中で、それはまるで「秋の赤とんぼ」のように入り乱れて飛んでいたとされる。
8月31日17時57分、ローマ市近郊のリットリオ飛行場（現・ウルベ空港）に着陸。場内には大勢の人々が歓喜と拍手で迎えた。栗村と熊川は黒シャツ隊員から抱えられて降りると、そのまま飛行場内の歓迎会場へ向かった。そこにはイタリア側からムッソリーニ首相の秘書をはじめ、イタロ・バルボ航空大臣の代理や陸海空軍の将校などが、また日本側からは吉田茂大使（後に総理大臣）や書記官、そして駐在武官などが参加し、盛大に宴を開催した。その後もローマの日本大使館であらためて歓迎会が開かれ、吉田大使が述べた歓迎の辞に対して、熊川は感激のあまり涙を拭ったという。
さらにこの翌日に栗村らは、日本にいる航空研究会の内田百閒会長へ「道一つ、ローマの都に、着きにけり。ワッハハ」と打電している。ここに記されている「道一つ」とは、学生訪欧飛行のために作詞作曲された『離陸の歌』（作詞佐藤春夫、作曲江口夜詩）の一節、「羅馬に通う道一つ」をもじったものである。

### ローマ観光

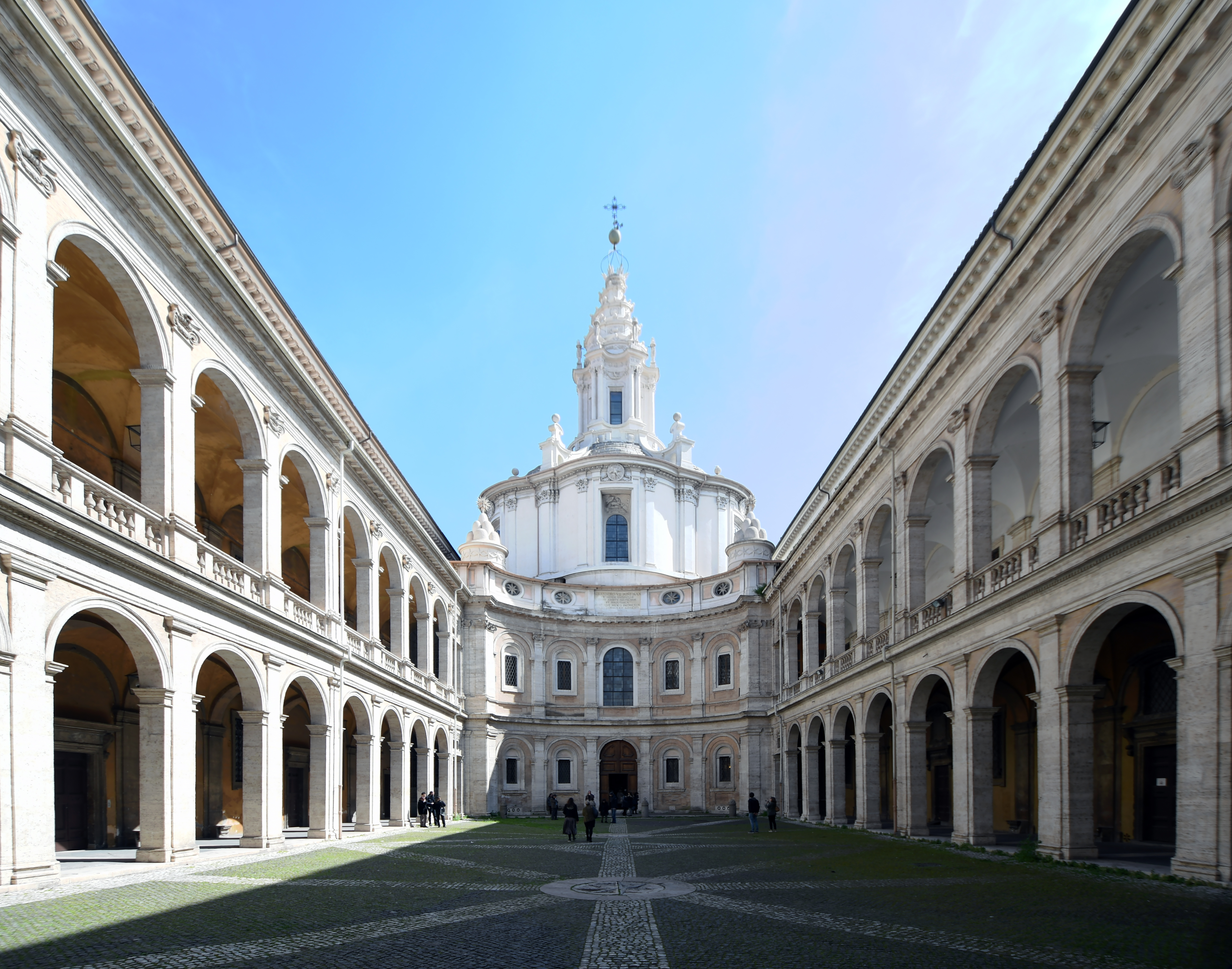
ローマ・ラ・サピエンツァ大学（通称、ローマ大学）の聖堂。1303年に設立された大学は、欧州でも屈指の歴史を誇る。

到着した翌日以降から、栗村と熊川の2人はローマ市内外の主要な観光地を巡った。またファシスト少年団の夏季訓練所やイタリア植民地少年団の訓練所、ローマのオリンピック協会なども参観して、当時のムッソリーニ政権下の国内情勢を肌で感じたようである。特にローマ郊外のチボリにある、ローマ大学（正式名はローマ・ラ・サピエンツァ大学）の演習キャンプ地を訪れた際には、ファシスト隊員の将校や学生あるいは村人たちによって、趣向を凝らした手厚い歓迎会が催された。なお栗村と熊川は、ローマ大学から名誉学生の称号を受けている。

### ローマ教皇に謁見

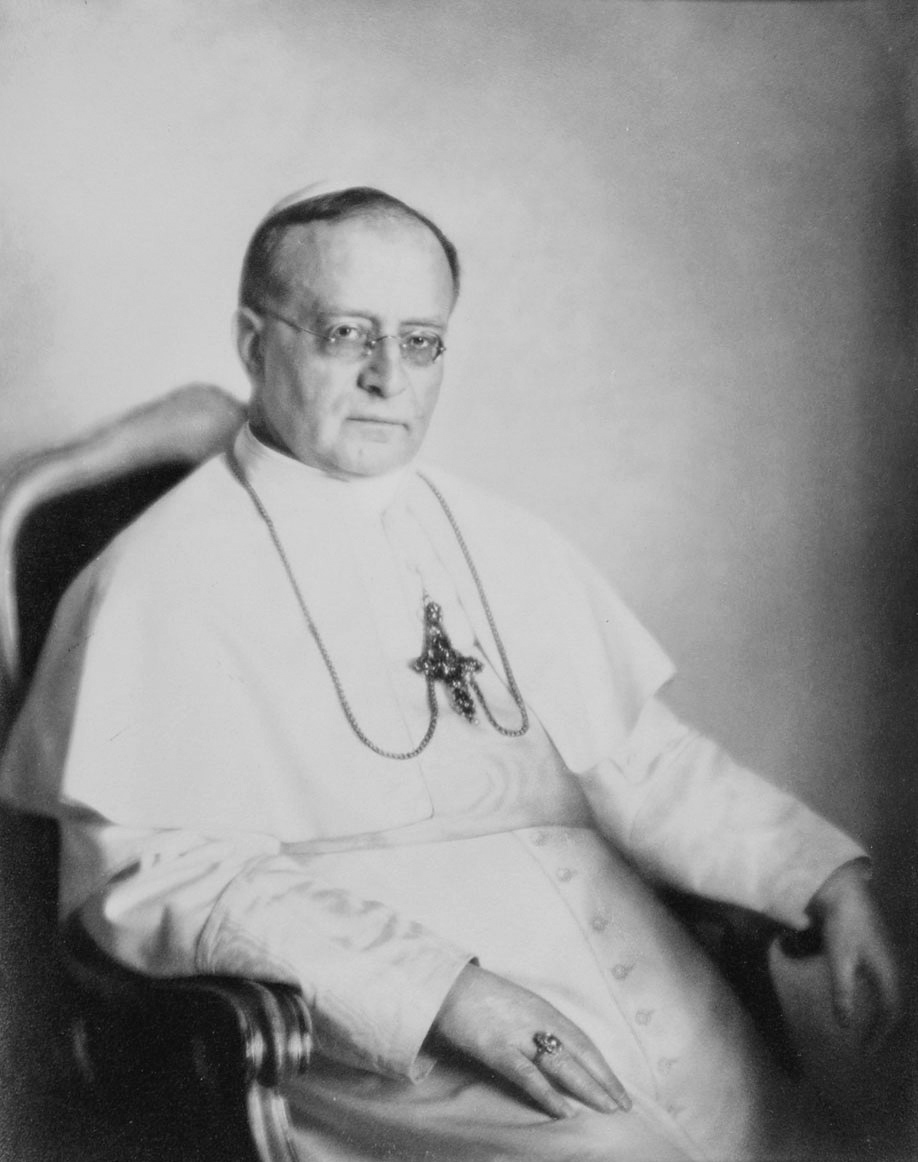
第259代ローマ教皇のピウス11世

9月3日の午後、バチカン宮殿の特別謁見室でローマ教皇ピウス11世に拝謁。教皇は栗村と熊川に対して、日本人の勇敢さや日本海軍の優秀さ、そして2人の大飛行が成功したことを褒めると、「何卒、お身達の帰路の平安ならんことを祈りまする」と述べ、2度目の接吻を許した。退室してからの帰途、先導したコーパ司教は、「教皇が2度も接吻をお許しになることは殆どないこと。あなたは大変な名誉を受けたのです」と説明した。

### ムッソリーニ首相と会見

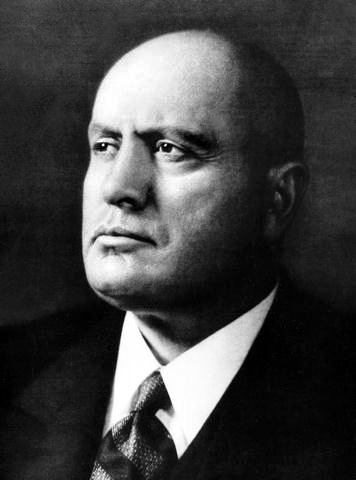
イタリア王国の首席宰相及び国務大臣として独裁体制を確立したベニート・ムッソリーニ

ローマ教皇に謁見した後の同日17時30分には、ヴェネツィア宮殿の官邸にて、首相のムッソリーニとも会見を果たした。
栗村と熊川が首相秘書官に先導されて首相の執務室に入ると、奥まった隅の大テーブルで事務をとっていた大男がむっくりと立ち上がった。それを見た熊川は、「そのむっちりと真一文字に引き締った口元、隼の如き炯々たる瞳、私は何かしら巨大な力に威圧されるのを覚えた」という。
お互いの紹介や飛行経過の説明が済むと、ムッソリーニは、「我がイタリアを最後の地に選んでくれたことを感謝する」と述べ、栗村と熊川の2人が無事に目的を果たしたことを、心から喜んだ。
さらに民間航空事業のことやムッソリーニの娘のことなど、公私を混じえた会話が交わされた。特に駐支那イタリア大使の夫人であった娘については、「いや、今日は大変に日本に縁のある日だ。支那に行っている娘が先日日本の九州へ行って、名高い雲仙岳に遊んだと云って、ほら、この通り手紙と写真を送ってくれたのだ」と、ポケットから小さな写真を何枚か出して、2人に見せたりした。

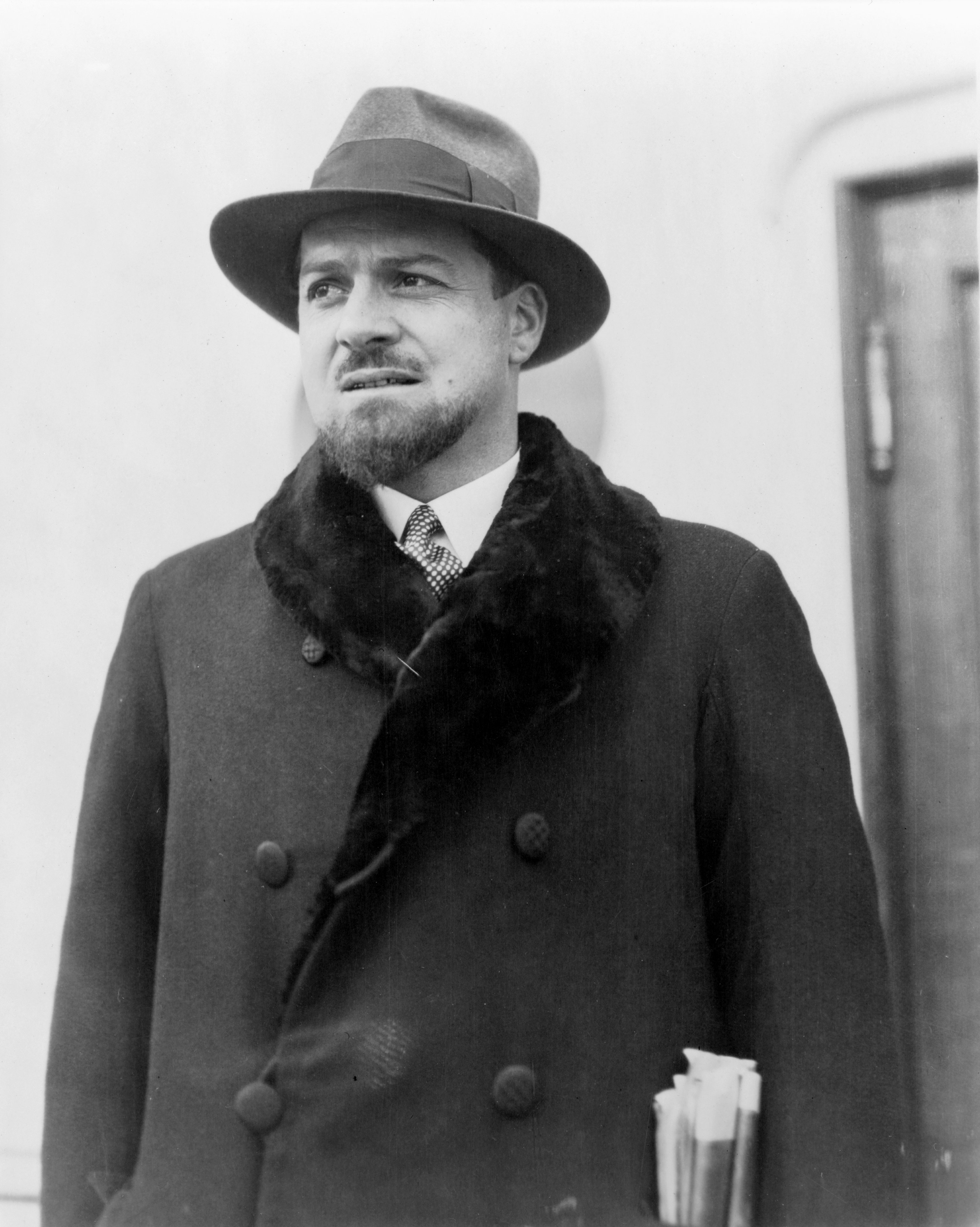
ムッソリーニの側近の一人であり、イタリア空軍の基礎を築いたイタロ・バルボ空軍大臣

その際に熊川が「閣下も日本へお出でになりませんか」と尋ねると、ムッソリーニは「行きたい。が、わしは余りに多忙だ。残念だがとても行けない」と返答している。そして2人の退室時には「わしは諸君を賛美するぞ」と述べ、力強く握手をした。なおこの会見では、日本航空学生連盟の代表として、ファシスト学生団旗の贈呈を受けている。
その後はイタロ・バルボ空軍大臣による歓迎会、それが終わると大勢のファシスト学生団員たちと、ローマ市中の料理屋で飲み明かした。

### 帰国へ
9月4日はローマ市内を一望できる高台のレストランで、ローマ・ラ・サピエンツァ大学による歓迎会。翌日も同じレストランで、日本大使館の主催によるイタリア側への答礼宴が開催された。
9月6日、栗村と熊川はナポリ行の列車でローマを離れる。さらにナポリ港から鹿島丸に乗船し、10月に帰国の途についた。
なお帰国して東京へ向かう2人に対し、航空研究会の会長である内田百閒は次のような電報を送っている。
「ブラボー、サラマンダー、ブラボー、クロコダイル。ガンバレーションの歓喜。混乱を克服しての勝利。航研」※サラマンダーは栗村のあだ名、クロコダイルは熊川のあだ名である。